# Посёлок дома отдыха «Лопасня»
Посёлок дома отдыха «Лопасня» — населённый пункт в Городском округе Чехов Московской области России. 

## История
До 29 ноября 2006 года входил в состав Баранцевского сельского округа, после его упразднения и до 2017 года — в состав сельского поселения Баранцевское Чеховского района Московской области.

## Население
| 2002 | 2006 | 2010 |
| ---- | ---- | ---- |
| 179  | ↗206 | ↘141 |

## География
Посёлок расположен примерно в 17 км на юго-восток от Чехова, на левом берегу реки Лопасни, высота центра посёлка над уровнем моря — 141 м. На 2016 год в посёлке зарегистрированы 2 улицы — Еловая и Зелёная. В непосредственной близости от посёлка расположен бывший пионерский лагерь (сейчас детский оздоровительный лагерь) «Звёздочка».
Посёлок связан автобусным сообщением с райцентром и соседними населёнными пунктами.